# Merit-Ptah
Merit Ptah, omkring 2700 f.Kr., var en forntida läkare i Egypten. Hon är känd som den första kvinna inom medicinen, och möjligen vetenskapen i stort, vars namn är känt i historien. 
Hon anges i en inskription av sin son, som var överstepräst, för att ha varit överläkare.
Nedslagskratern Merit Ptah på planeten Venus är uppkallad efter henne.